# 齐云薹草
齐云薹草（学名：Carex qiyunensis）为莎草科薹草属的植物。分布于中国大陆的安徽等地，一般生长在山坡路边草丛，目前尚未由人工引种栽培。